# Melilitolite
La melilitolite è una roccia magmatica intrusiva ultrabasica e alcalina, caratterizzata dall'avere tra i costituenti essenziali, in percentuale superiore al 10% in volume, la melilite, accompagnata da feldspatoidi (nefelina e/o leucite e/o haüyna) ± olivina ± pirosseni. La flogopite può essere presente come accessorio. La struttura è isotropa, la tessitura è faneritica ipidiomorfa da equigranulare a porfirica.

## Criteri classificativi
Se la melilite nella roccia è in quantità minore del feldspatoide presente e questo supera il 10% in volume, la roccia non fa parte delle melilitoliti e va classificata usando il diagramma QAPF come foidolite a melilite. Altrimenti appartiene a questo gruppo. Tuttavia la maggioranza delle melilitoliti ha indice M > 90% e quindi, non rientrando nel diagramma QAPF, può essere classificata secondo il contenuto minerale (es: pirosseno melilitolite). In un recente lavoro Dunworth & Bell (1998) suggeriscono di chiamare ultramelilitoliti le rocce con melilite superiore al 65% in volume. Ulteriori distinzioni all'interno delle melilitoliti vengono fatte in base ai minerali presenti oltre alla melilite, se questi superano il 10% in volume e la melilite è inferiore al 65%:

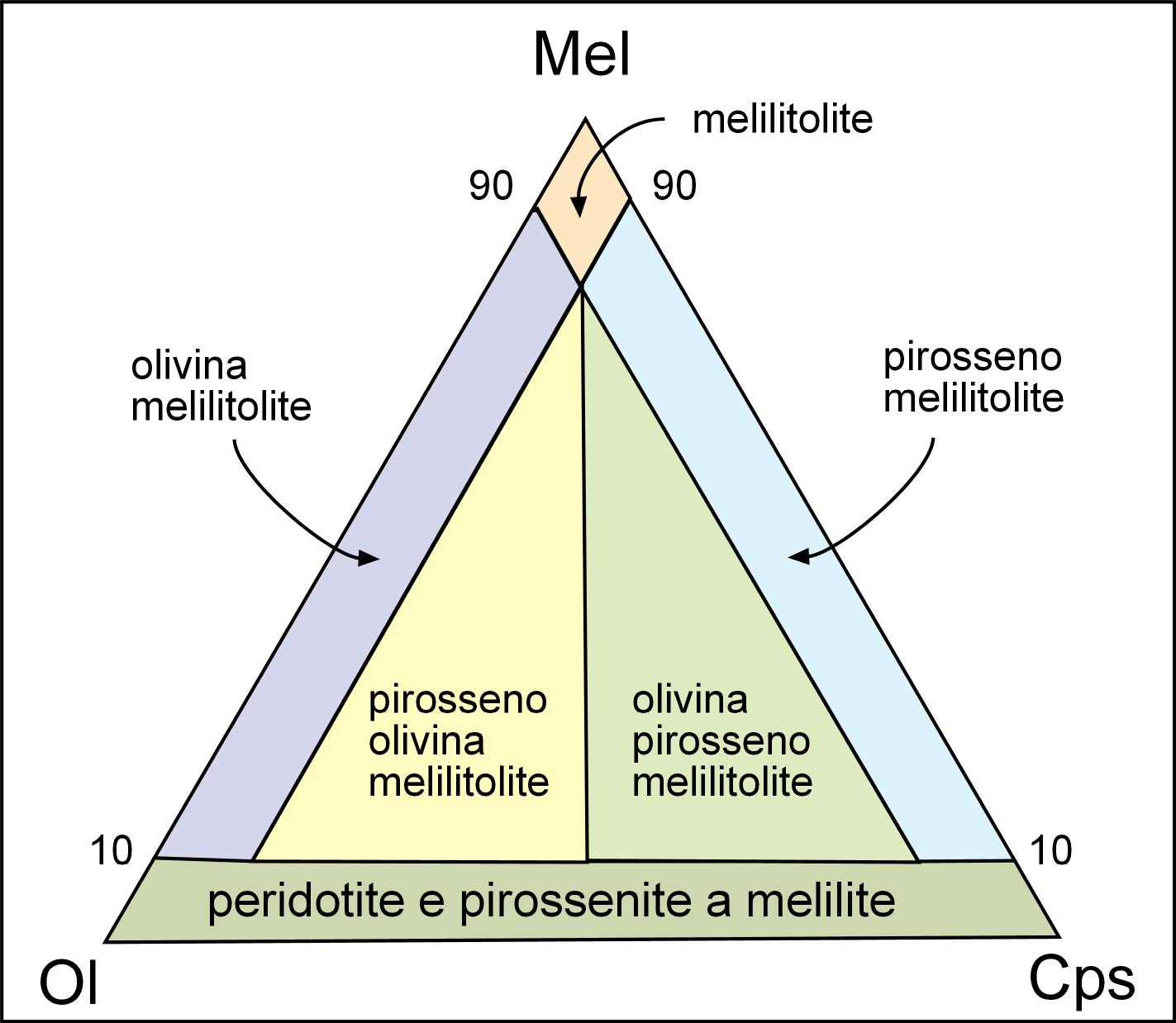
Classificazione delle melilitoliti con oltre il 10% in peso di melilite modale (Le Maitre et al, 1989)

- afrikandite: la perovskite supera il 10%
- kugdite: l'olivina supera il 10%
- okayte: l'haüyna è maggiore del 10% e la melilite > haüyna
- turjaite: la nefelina è maggiore del 10% e la melilite > nefelina
- uncompahgrite: il pirosseno è maggiore del 10%

Se è presente un terzo minerale in quantità superiore al 10%, questo va applicato come prefisso modificatore (ad es: magnetite-pirosseno melilitolite).

La classificazione proposta da Le Maitre el Al. (1989) e illustrata nella figura,  si basa sui rapporti modali tra olivina, clinopirosseno e melilite. In questa classificazione, se la melilite è conmpresa tra il 10 e il 90% in peso della roccia, vengono aggiunti come prefissi i nomi olivina e clinopirosseno in base ai loro rapporti percentuali in peso.

## Varietà
L'alnöite (dall'isola di Alnö in Svezia) è una melilitolite con fenocristalli di flogopite-biotite, olivina e augite in una pasta di fondo a melilite (spesso alterata in calcite), augite e/o biotite, con quantità minori di perowskite, granato e calcite.

La polzenite (dal fiume Polzen in Boemia, Repubblica Ceca) è una melilitolite a melilite e olivina con nefelina in quantità accessoria e assenza di augite. È a sua volta distinta in due varietà: la vesecite che contiene monticellite e la modlibovite che non ha monticellite.